# Arista (entreprise)
Pour les articles homonymes, voir Arista.
Ne pas confondre avec l'entreprise américaine Arista Networks.

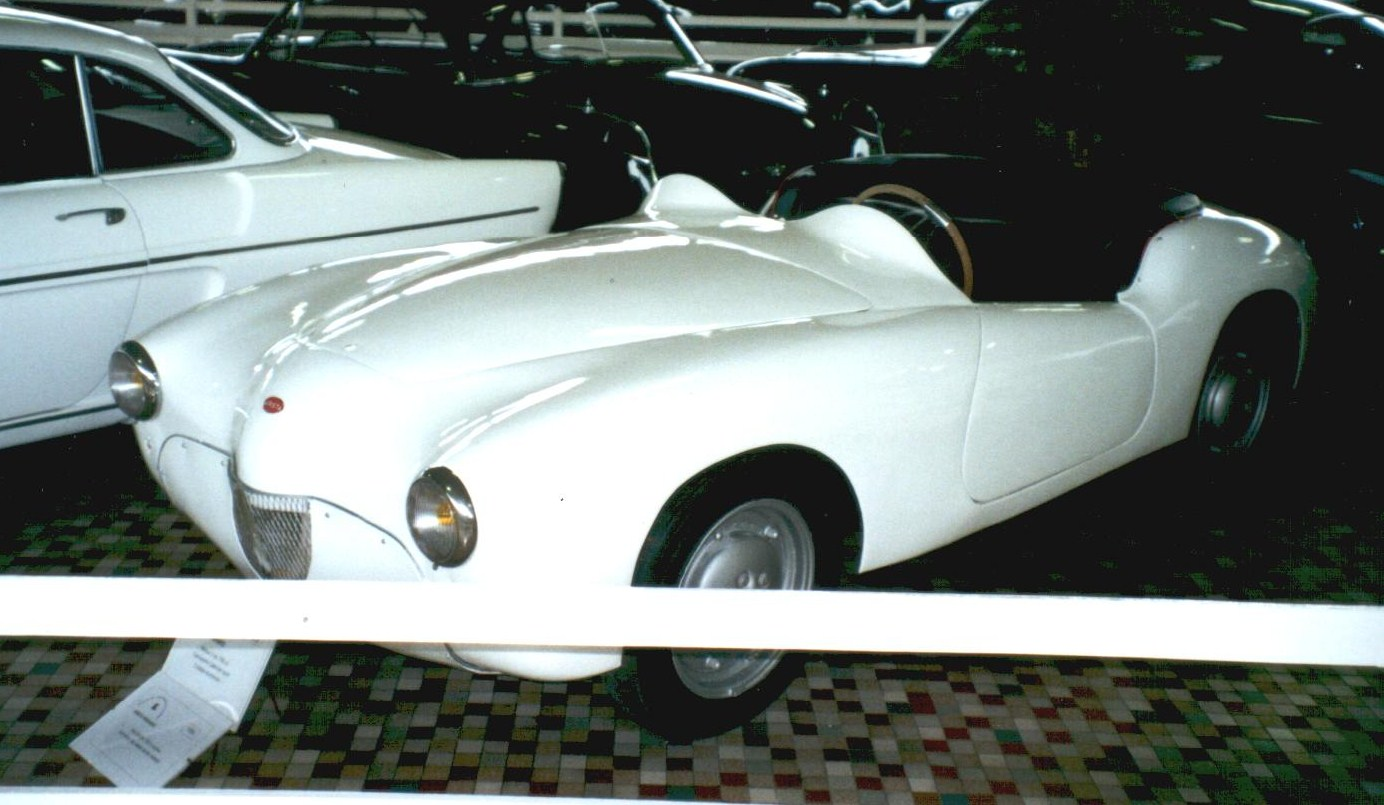
L'Arista de 1954

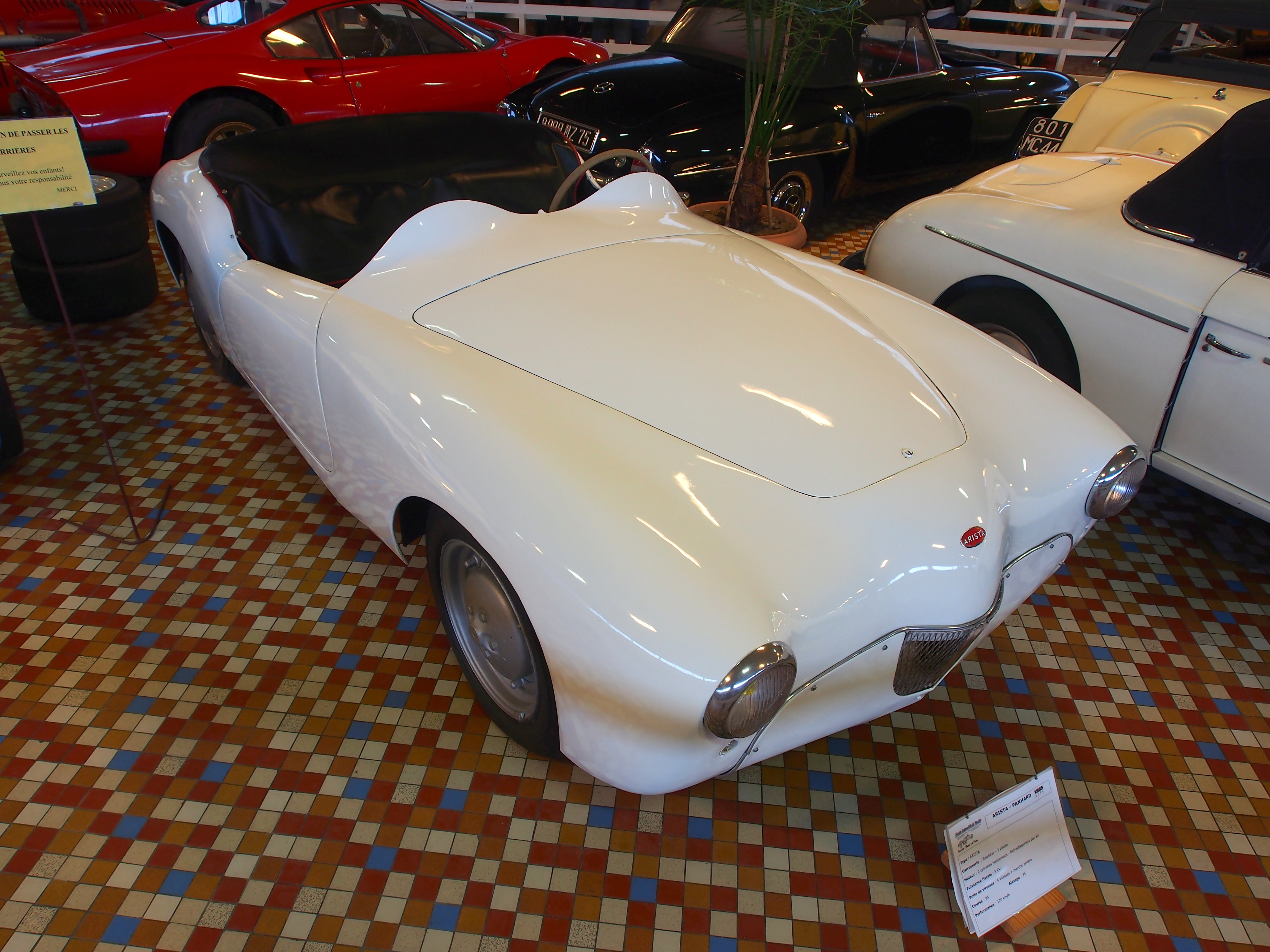
Arista de 1954.

Arista est une marque française d'automobiles fondée par Raymond Gaillard en 1953 sur les ruines de l'ancienne marque Callista,,.
Jacques Durand dessina en 1964 un coupé sport dont le prix prohibitif marquera la fin de la marque en 1965.
Ne pas confondre aussi avec Automobiles Arista qui a été fondé en 1912 par P. Arista-Ruffier.